# São Paulo FC
São Paulo Futebol Clube, thường được gọi là São Paulo, là một đội bóng đá Brasil từ São Paulo, thành lập vào ngày 25 tháng 1 năm 1930, và tái thành lập vào ngày 16 tháng 12 năm 1935. Sân nhà của họ là Estádio do Morumbi. Họ thi đấu trong màu áo trắng với một sọc ngang đỏ và một sọc ngang đen, quần đùi và tất màu trắng. Đây là một trong những câu lạc bộ bóng đá nổi tiếng nhất ở Brasil, với hơn 15 triệu cổ động viên.
São Paulo là câu lạc bộ thành công nhất tại Brasil, với 12 danh hiệu quốc tế. Đây cũng là một trong những câu lạc bộ thành công nhất Nam Mỹ với 21 chức vô địch bang, sáu chức vô địch Brasileirão, ba Copa Libertadores, một Copa Sudamericana, một Supercopa Libertadores, một Copa CONMEBOL, một Copa Masters CONMEBOL, hai Recopa Sudamericana, hai Cúp bóng đá liên lục địa và một FIFA Club World Cup.

## Cầu thủ
Tính đến 5 tháng 8 năm 2023
Ghi chú: Quốc kỳ chỉ đội tuyển quốc gia được xác định rõ trong điều lệ tư cách FIFA. Các cầu thủ có thể giữ hơn một quốc tịch ngoài FIFA.
| Số | VT | Quốc gia  | Cầu thủ                                    |
| -- | -- | --------- | ------------------------------------------ |
| 1  | TM | Brasil    | Felipe Alves (mượn từ Fortaleza)           |
| 2  | HV | Brasil    | Igor Vinícius                              |
| 3  | HV | Venezuela | Nahuel Ferraresi (mượn từ Manchester City) |
| 4  | HV | Brasil    | Diego Costa                                |
| 5  | HV | Ecuador   | Robert Arboleda                            |
| 6  | HV | Brasil    | Welington                                  |
| 7  | TĐ | Brasil    | Lucas Moura                                |
| 8  | TV | Brasil    | Luan                                       |
| 9  | TĐ | Argentina | Jonathan Calleri (đội phó)                 |
| 10 | TĐ | Brasil    | Luciano                                    |
| 11 | TV | Brasil    | Rodrigo Nestor                             |
| 12 | TĐ | Brasil    | Alexandre Pato                             |
| 13 | HV | Brasil    | Rafinha (đội trưởng)                       |
| 14 | TV | Argentina | Giuliano Galoppo                           |
| 15 | TV | Uruguay   | Michel Araújo (mượn từ Fluminense)         |
| 18 | TV | Brasil    | Rodriguinho                                |
| 19 | TV | Colombia  | James Rodríguez                            |
| 20 | TV | Uruguay   | Gabriel Neves                              |
| 21 | TV | Ecuador   | Jhegson Méndez                             |
| 22 | TĐ | Brasil    | David Fonseca (mượn từ Internacional)      |

| Số | VT | Quốc gia   | Cầu thủ                                     |
| -- | -- | ---------- | ------------------------------------------- |
| 23 | TM | Brasil     | Rafael                                      |
| 25 | TV | Brasil     | Alisson                                     |
| 27 | TV | Brasil     | Wellington Rato                             |
| 28 | HV | Argentina  | Alan Franco                                 |
| 29 | TV | Brasil     | Pablo Maia                                  |
| 30 | HV | Bồ Đào Nha | João Moreira                                |
| 31 | TĐ | Brasil     | Juan Silva                                  |
| 32 | TĐ | Bồ Đào Nha | Marcos Paulo (on loan from Atlético Madrid) |
| 34 | HV | Brasil     | Raí Ramos                                   |
| 35 | HV | Brasil     | Lucas Beraldo                               |
| 36 | HV | Brasil     | Patryck                                     |
| 37 | TV | Brasil     | Talles Costa                                |
| 38 | HV | Brasil     | Caio Paulista (mượn từ Fluminense)          |
| 44 | HV | Brasil     | Matheus Belém                               |
| 45 | HV | Brasil     | Nathan                                      |
| 47 | TV | Brasil     | Pedro Vilhena                               |
| 49 | TĐ | Brasil     | Erison (on loan from Botafogo)              |
| 50 | TM | Brasil     | Young                                       |
| 93 | TM | Brasil     | Jandrei                                     |

### Cho mượn
Ghi chú: Quốc kỳ chỉ đội tuyển quốc gia được xác định rõ trong điều lệ tư cách FIFA. Các cầu thủ có thể giữ hơn một quốc tịch ngoài FIFA.
| Số | VT | Quốc gia | Cầu thủ                                                                   |
| -- | -- | -------- | ------------------------------------------------------------------------- |
| —  | TM | Brasil   | Thiago Couto (tại Juventude đến 31 tháng 12 năm 2023)                     |
| –  | HV | Brasil   | Cesar Augusto (tại Resende đến 31 tháng 1 năm 2024)                       |
| —  | HV | Brasil   | Guilherme Matheus (tại Santo André đến 30 tháng 9 năm 2023)               |
| –  | HV | Colombia | Luis Manuel Orejuela (tại Independiente Medellín đến 30 tháng 6 năm 2024) |
| —  | TV | Brasil   | Bruno Tatavitto (tại Inter de Limeira đến 30 tháng 11 năm 2023)           |

| Số | VT | Quốc gia | Cầu thủ                                                 |
| -- | -- | -------- | ------------------------------------------------------- |
| —  | TV | Brasil   | Léo Silva (tại CRB đến 31 tháng 12 năm 2023)            |
| —  | TV | Brasil   | Liziero (tại Coritiba đến 31 tháng 12 năm 2023)         |
| —  | TV | Brasil   | Nikão (tại Cruzeiro đến 31 tháng 12 năm 2023)           |
| —  | TĐ | Brasil   | Gabriel Stevanato (tại Ituano đến 31 tháng 12 năm 2023) |